# Stactolaema
Stactolaema es un género de aves Piciformes en la familia Lybiidae, anteriormente fue incluido en Capitonidae y en ocasiones en Ramphastidae.

## Especies
El género contiene las siguientes especies:
- Stactolaema leucotis – barbudo orejiblanco.
- Stactolaema anchietae – barbudo de Anchieta.
- Stactolaema whytii – barbudo especulado.
- Stactolaema olivacea – barbudo oliváceo.